# Nederlandse kampioenschappen schaatsen afstanden 2021 - 1000 meter vrouwen
De 1000 meter vrouwen op de Nederlandse kampioenschappen schaatsen afstanden 2021 werd gereden op zondag 1 november 2020 in ijsstadion Thialf te Heerenveen. 
Titelverdedigster was Jutta Leerdam, zij prolongeerde haar titel.

## Uitslag
| #      | Schaatsster        | Tijd       |
| ------ | ------------------ | ---------- |
| Goud   | Jutta Leerdam      | 1:13.86    |
| Zilver | Femke Kok          | 1:15.16 PR |
| Brons  | Ireen Wüst         | 1:15.40    |
| 4      | Jorien ter Mors    | 1:15.44    |
| 5      | Marijke Groenewoud | 1:15.57 PR |
| 6      | Suzanne Schulting  | 1:15.76    |
| 7      | Marrit Fledderus   | 1:15.99 PR |
| 8      | Isabelle van Elst  | 1:16.05    |
| 9      | Antoinette de Jong | 1:16.12    |
| 10     | Elisa Dul          | 1:16.69    |
| 11     | Helga Drost        | 1:16.69    |
| 12     | Sanneke de Neeling | 1:17.72    |
| 13     | Femke Beuling      | 1:18.04    |
| 14     | Dione Voskamp      | 1:18.08    |
| 15     | Esmé Stollenga     | 1:18.09    |
| 16     | Janine Smit        | 1:18.21    |
| 17     | Lotte van Beek     | 1:18.45    |
| 18     | Robin Groot        | DQ         |

1987 · 
1988 · 
1989 · 
1990 · 
1991 · 
1992 · 
1993 · 
1994 · 
1995 · 
1996 · 
1997 · 
1998 · 
1999 · 
2000 · 
2001 · 
2002 · 
2003 · 
2004 · 
2005 · 
2006 · 
2007 · 
2008 · 
2009 · 
2010 · 
2011 · 
2012 · 
2013 · 
2014 · 
2015 · 
2016 · 
2017 · 
2018 · 
2019 · 
2020 · 
2021 · 
2022 · 
2023 · 
2024 · 
2025